# Vári Rezső
Vári Rezső (teljes nevén Vári Rezső Ferenc Károly) (Buda, 1867. december 5. – Budapest, 1940. május 17.) klasszika-filológus, bizantinológus, egyetemi tanár, a Magyar Tudományos Akadémia rendes tagja. Életműve az ógörög nyelvészet, az ókori görög szövegkritika, valamint a korai magyar történelem bizánci forrásainak feltárása terén kimagasló jelentőségű.

## Életútja
Weisz Károly és Vrana Jozefa fiaként született. A Budapesti Tudományegyetemen szerzett bölcsészdoktori és görög–latin szakos tanári oklevelet 1889-ben. 1890 és 1892 között állami ösztöndíjjal kutatásokat végzett angliai, francia-, német- és olaszországi könyvtárakban. 1893-ban az I. kerületi főgimnázium tanára lett, itt oktatott egészen 1908-ig. Időközben 1894 és 1896 között akadémiai ösztöndíjjal Olasz- és Spanyolországban járt újabb kutatóutakon, 1899-ben és 1901-ben pedig beutazta Görögországot. 1897-ben a klasszika-filológia és segéddiszciplínái magántanára lett a Budapesti Tudományegyetemen, 1906 után címzetes nyilvános rendkívüli tanárként tartott előadásokat. 1908-ban Bernben járt tanulmányúton, majd 1913-ig a II. kerületi katolikus főgimnáziumban folytatta a tanári munkát. 1910-ben tanítói munkáját egy rövid párizsi tanulmányúttal szakította meg.
1913-ban felhagyott az oktatói tevékenységgel, és 1923-ig a római Magyar Történeti Intézet titkáraként, majd igazgatóhelyetteseként tevékenykedett. Egyidejűleg 1918-ban kinevezték a pozsonyi Erzsébet Tudományegyetemre a klasszika-filológia nyilvános rendes tanárává. Az 1919-ben átköltöztetett egyetemet követte Pécsre, és 1923-ig vezette a tanszéki munkát. 1921–1922-ben a bölcsészet-, nyelv- és történettudományi kar dékáni tisztét is betöltötte.
1923-ban ismét a fővárosba költözött, amikor felkérést kapott a Pázmány Péter Tudományegyetem görög nyelvi és irodalmi (1933 után görög filológiai) tanszékének vezetésére nyilvános rendes tanári címmel. 1935-ös nyugdíjazásáig oktatott az egyetemen.
Felesége Kreybig Mária Margit (1873–1953) volt, akivel 1895. december 31-én Budapesten kötött házasságot.

## Munkássága
Pályája elején klasszika-filológiával, ógörög nyelvészettel és szövegkritikával foglalkozott. Mentora, Ábel Jenő nyomdokaiba lépve tanulmányozta a homéroszi himnuszokat, Nikandrosz Alekszipharmaka (’Ellenmérgek’) című tankölteményének kommentárjait, valamint Oppianosz Halieutika (’Halászat’) című költeményét. Behatóan foglalkozott a görög és latin filológia elvi alapvetéseivel és módszertani kérdéseivel, ennek eredményeként született meg hiánypótló, közel félezer oldalas klasszika-filológiai kézikönyve 1906-ban. A későbbiekben, elsősorban Salamon Ferenc ösztönzésére, a korai magyar történelem, a honfoglalás és a kalandozások bizánci forrásainak tanulmányozására is kiterjedt tudományos érdeklődése. Szövegkritikai kiadásra előkészítette a 8–9. század fordulóján uralkodott VI. (Bölcs) Leó Ta en polemoisz taktika (’Hadi taktika’) című művét, amelynek a korabeli magyarokról írott szemelvényeit magyarra is lefordította.
1902-től 1925-ig a Byzantinische Zeitschrift című szakfolyóirat magyarországi referense, 1917 után az akadémiai kiadású Sylloge Tacticorum Graecorum című kiadványsorozat szerkesztője volt.

### Társasági tagságai és elismerései
Tudományos eredményei elismeréseként 1906-ban a Magyar Tudományos Akadémia levelező, 1926-ban rendes tagjává választották. 1886-tól tagja, 1905 és 1910 között titkára, 1935 után tiszteleti tagja volt a Budapesti Philologiai Társaságnak. Tiszteleti tagja és tiszteletbeli társelnöke volt a klasszikus műveket kiadó Parthenon Egyesületnek, emellett tagjává választotta az athéni bizantinológiai társaság is.

### Főbb művei
- De digammo in hymnis Homericis questiones. Budapest: Pfeifer. 1889.
- Bölcs Leó császárnak „A hadi taktikáról” szóló munkája: Kútfőtanulmány. Budapest: Akadémia. 1898.
- Incerti scriptoris Byzantini saeculi X. Liber de re militari. Lipsiae: Teubner. 1901.
- A magyar honfoglalás kútfőihez: Adalék Bölcs Leó taktikájának a megértéséhez. Budapest: Franklin. 1902.
- A classica-philologia encyclopaediája: A classica-philologia tudományágainak módszertanába bevezető kézikönyv. Budapest: Athenaeum. 1906.   Online
- A ciliciai Oppianus Halieutikájának kézirati hagyománya I. Budapest: Akadémia. 1908.
- A ciliciai Oppianus Halieutikájának kézirati hagyománya II. Budapest: Akadémia. 1912.
- Történeti idézetek Rómában: Adalék a legújabb kor tudománytörténelméhez. Budapest: Magyar Tudományos Akadémia. 1916.
- Leonis Imperatoris Tactica. Budapest: (kiadó nélkül). 1917.  Ford
- Klasszika-filológiánk. Budapest: MTA. 1927.
- Tájékoztató bevezető előadások a görög és római irodalomtörténet köréből. Budapest: (kiadó nélkül). 1932.